# 十字架のパウロ
十字架のパウロ（十字架の聖パウロ、Paolo della Croce, 本名：パオロ・フランチェスコ・ダネイ Paolo Francesco Danei、1694年1月4日 - 1773年10月18日）は、カトリック教会の修道会、御受難会の創立者で司祭。カトリック教会で聖人。

## 生涯
パオロは敬虔なキリスト教徒の家族の長男として、ピエモンテ（当時サヴォイア公国）のオヴァダで生まれた。19歳から20代前半まで兵士として志願し、オスマン帝国軍と戦ったが、ある日神に呼ばれ、祈りの生活に入った。1720年夏、キリストの受難の幻視を体験し、同年11月、ガティナラ司教から黒衣を授かり会憲をしたためる。これが後の修道会の原型となる。1725年、教皇庁に修道会は認可される。1727年、パオロは司祭に叙階し、受難の神秘を味わう決心をし、「十字架のパウロ」と名乗る。やがて修道会は発展し、志願者も増えていった。女子修道会も同時期に創設した。1773年10月18日、帰天（死去）。

## 参考資料
- 『十字架の聖パウロ』 シルヴァン・ローズ著、マルグリット・マリー松田、高橋重幸訳 ドン・ボスコ社 2004年
- 御受難会ホームページより